# Santi Simone e Giuda
Santi Simone e Giuda ou Igreja dos Santos Simão e Judas era uma igreja de Roma, Itália, localizada no rione Ponte, no alto do Monte Giordano, uma colina artificial a sudeste da Ponte Sant'Angelo, criada durante o período romano por acumulação do entulho produzido no antigo porto fluvial statio marmorum, em Tor di Nona. Ela pode ser alcançada por uma escada que é parte da via di San Simone, uma travessa da via dei Coronari do lado sul de San Salvatore in Lauro. Antigamente era possível chegar até ela também pelo sudoeste, a partir da Via della Vetrina, o que não mais possível. É dedicada a São Simão e São Judas Tadeu.
Foi desconsagrada em 1905.

## História
O edifício remonta ao século XII e foi consagrado pelo papa Pascoal II (r. 1099–1118) e, novamente, pelo papa Inocêncio II (r. 1130–1143), como atesta uma inscrição ainda preservada na igreja. Inicialmente era chamada de Santa Maria de Monticellis (ou in Monticello), uma referência ao Monte Giordano, onde a igreja foi construída e onde ficava o palácio de Giordano Orsini. Ele havia sido nomeado cardeal por seu irmão, o papa Nicolau III Orsini (r. 1277–1280), embora seja mais provável que nome do monte seja uma referência ao seu sobrinho, outro Giordano Orsini que foi senador em 1341. Hülsen relatou o seguinte sobre esta igreja em sua obra:
| “ | A respeito de seu nome comum, os detalhes passados por Pancirolo devem ser lembrados: "O Monticello era tão alto que, em 1588, enquanto o Tibre inundava as imediações na noite do Natal de nosso Senhor, ele permaneceu intocado". | ” |
|   | — Hülsen. |   |

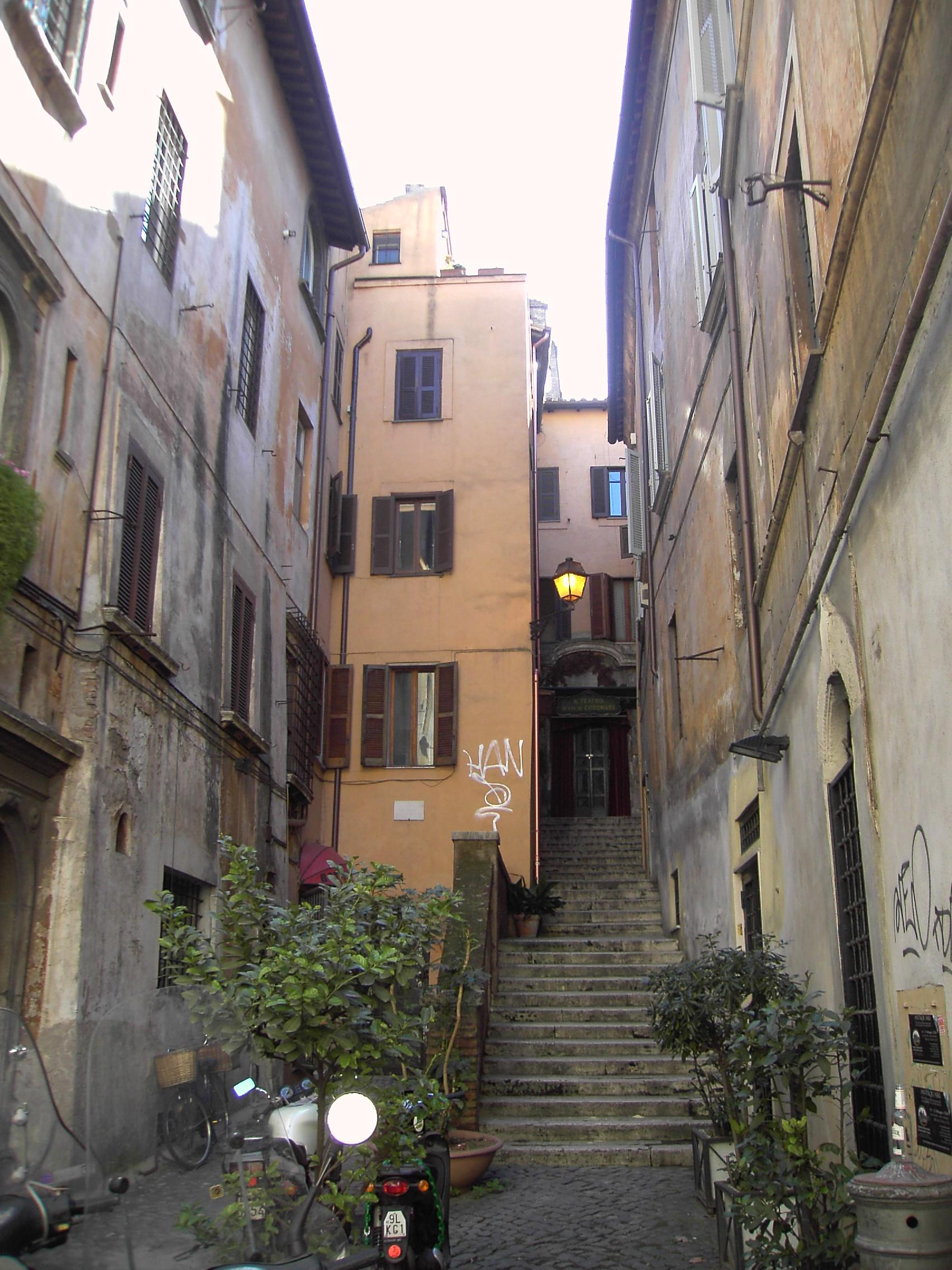
Vista da via di San Simone com a entrada da igreja no alto da escada. Na época desta foto, ainda funcionava no local o "Teatro di Via de Coronari", desativado em 2006.

Posteriormente, ela ficou conhecida como Santa Maria de Monte Johannis Ronzonis, uma referência a Giovanni di Roncione (ou Ronzone), signore de Riano da metade do século XII e o primeiro proprietário conhecido do monte Giordano. A igreja era subsidiária de San Lorenzo in Damaso, no rione Parione. Nesta época ela também era conhecida como Santa Maria de Curte (Ursinorum).
Do século XVI até sua desconsagração, a igreja esteve sob o giuspatronato da família Orsini. Apenas depois de meados do século XVI é que ela foi dedicada aos apóstolos Simão e Judas, mas o nome é mais antigo, provavelmente acrescentado em meados do século anterior juntamente ao da Virgem Maria na dedicação da igreja. Nos séculos XVII e XVIII foi uma igreja paroquial e foi restaurada pelo papa Clemente XI Albani (r. 1700–1721) em 1720.
A igreja foi desconsagrada e leiloada em 1902 pelo príncipe Filippo Orsini. Três anos depois, a porção norte, acessível pela via di San Simone, foi transformada primeiro no Cinema Alcazar, depois num restaurante e finalmente num teatro, fechado em 2006. A porção sul foi loteada em apartamentos.

## Descrição
O edifício está localizado no alto de uma escada ladeada por casas muito antigas, uma delas com uma placa atestando a propriedade do ramo Gravina da família Orsini. A porta da antiga igreja data da restauração do século XVIII. Originalmente, o edifício contava com uma nave ladeada por dois corredores e era decorado com diversos afrescos. Porém, depois da desconsagração, tudo o que restou foi um fragmento de uma "Crucificação" do século XIV e uma "Madona com o Menino e Santos", da segunda metade do século XV, da escola umbro-romana e atribuída a alunos de Antoniazzo Romano. Lápides funerárias comemorando os sepultamentos na igreja foram levadas, depois da desconsagração, para o pórtico de San Silvestro in Capite, no rione Trevi.